# Libéma Open 2019
Il Libéma Open 2019 è stata la 30ª edizione del torneo di tennis giocato sull'erba, noto precedentemente come Ricoh Open. Ha fatto parte della categoria ATP Tour 250 nell'ambito dell'ATP Tour 2019 e della categoria International nell'ambito del WTA Tour 2019. È stato un evento combinato sia maschile che femminile e si è disputato all'Autotron park di 's-Hertogenbosch, nei Paesi Bassi, dal 10 al 16 giugno 2019.

## Partecipanti ATP

### Teste di serie
| Nazionalità | Giocatore          | Ranking* | Testa di serie |
| ----------- | ------------------ | -------- | -------------- |
| Grecia      | Stefanos Tsitsipas | 6        | 1              |
| Croazia     | Borna Ćorić        | 15       | 2              |
| Australia   | Alex de Minaur     | 25       | 3              |
| Spagna      | Fernando Verdasco  | 27       | 4              |
| Belgio      | David Goffin       | 29       | 5              |
| Stati Uniti | Frances Tiafoe     | 34       | 6              |
| Cile        | Cristian Garín     | 37       | 7              |
| Francia     | Richard Gasquet    | 39       | 8              |

* Ranking al 27 maggio 2019.

### Altri partecipanti
I seguenti giocatori hanno ricevuto una wild card per il tabellone principale:
- Borna Ćorić
- Thiemo de Bakker
- Jurij Rodionov

I seguenti giocatori sono passati al tabellone principale attraverso le qualificazioni:

- Salvatore Caruso
- Alejandro Davidovich Fokina
- Tommy Paul
- Jannik Sinner

Il seguente giocatore è entrato in tabellone come lucky loser:
- Thomas Fabbiano

### Ritiri
Prima del torneo
- Radu Albot → sostituito da  Ugo Humbert
- Jérémy Chardy → sostituito da  Thomas Fabbiano
- Grigor Dimitrov → sostituito da  Lorenzo Sonego
- Damir Džumhur → sostituito da  Nicolás Jarry
- Mackenzie McDonald → sostituito da  Aljaž Bedene

## Partecipanti WTA

### Teste di serie
| Nazionalità | Giocatrice          | Ranking* | Testa di serie |
| ----------- | ------------------- | -------- | -------------- |
| Paesi Bassi | Kiki Bertens        | 4        | 1              |
| Bielorussia | Aryna Sabalenka     | 11       | 2              |
| Belgio      | Elise Mertens       | 20       | 3              |
| Ucraina     | Lesia Tsurenko      | 27       | 4              |
| Croazia     | Petra Martić        | 31       | 5              |
| Cina        | Zheng Saisai        | 45       | 6              |
| Slovacchia  | Viktória Kužmová    | 46       | 7              |
| Stati Uniti | Amanda Anisimova    | 51       | 8              |
| Belgio      | Alison Van Uytvanck | 54       | 9              |

* Ranking al 27 maggio 2019.

### Altre partecipanti
Le seguenti giocatrici hanno ricevuto una wild card per il tabellone principale:
- Destanee Aiava
- Arantxa Rus
- Bibiane Schoofs

Le seguenti giocatrici sono passate dalle qualificazioni:

- Paula Badosa Gibert
- Ysaline Bonaventure
- Priscilla Hon
- Varvara Lepchenko
- Greet Minnen
- Elena Rybakina

Le seguenti giocatrici sono entrate in tabellone come lucky loser:
- Fiona Ferro
- Anna Kalinskaya
- Christina McHale

### Ritiri
Prima del torneo
- Amanda Anisimova → sostituita da  Anna Kalinskaya
- Belinda Bencic → sostituita da  Kristýna Plíšková
- Danielle Collins → sostituita da  Karolína Muchová
- Petra Martić → sostituita da  Fiona Ferro
- Jeļena Ostapenko → sostituita da  Johanna Larsson
- Andrea Petković → sostituita da  Mona Barthel
- Zheng Saisai → sostituita da  Christina McHale

## Campioni

### Singolare maschile
Adrian Mannarino ha sconfitto in finale  Jordan Thompson con il punteggio di 7–6(7), 6-3.
- È il primo titolo in carriera per Mannarino.

### Singolare femminile
Alison Riske ha sconfitto in finale  Kiki Bertens con il punteggio di 0-6, 7–6(3), 7-5.
- È il secondo titolo in carriera per Riske, primo della stagione.

### Doppio maschile
Dominic Inglot /  Austin Krajicek hanno sconfitto in finale  Marcus Daniell /  Wesley Koolhof con il punteggio di 6-4, 4-6, [10-4].

### Doppio femminile
Shūko Aoyama /  Aleksandra Krunić hanno sconfitto in finale  Lesley Kerkhove /  Bibiane Schoofs con il punteggio di 7-5, 6-3